# Lyon Sud-Ouest Basket Territoire
El Lyon Sud-Ouest Basket Territoire, también conocido como LYONSO es un equipo de baloncesto francés con sede en la ciudad de Pierre-Bénite, que compite en la NM1, la cuarta competición de su país. Disputa sus partidos en el complejo deportivo La Canopée. El club surge de la fusión de cinco equipos: Oullins Sainte-Foy Basket, BALE Saint-Genis-Laval, Saint-Genis Oullins Sainte-Foy Féminin, USM Pierre-Bénite y TEO Basket. Solo el Oullins Sainte-Foy era un equipo profesional.

## Posiciones en liga
- 2019 - (3-NM2)
- 2020 - (6-NM2)
- 2021 - (4-NM2)
- 2022 - (3-NM1)